# Tótleben (Bulgaria)
Tótleben (búlgaro: То̀тлебен) es un pueblo de Bulgaria perteneciente al municipio de Pórdim de la provincia de Pleven.
Se ubica unos 20 km al este de la capital provincial Pleven, sobre la carretera E83 que lleva a Ruse.
La localidad, originalmente denominada Balgarski Karaagach (Български Караагач), fue fundada en el siglo XVII sobre los restos de una localidad que había quedado despoblada doce años antes como consecuencia de una epidemia de peste. En 1870, Vasil Levski estableció aquí uno de sus comités revolucionarios. La localidad se hizo conocida en el país cuando el primer ministro Alejandro Stamboliski organizó aquí la boda de su hija durante su mandato. El pueblo adoptó su topónimo actual en 1934 en honor a Eduard Totleben, destacado militar ruso de la guerra ruso-turca de 1877-1878.

## Demografía
En 2011 tenía 563 habitantes, de los cuales el 76,55% eran étnicamente búlgaros y el 1,24% turcos.
En anteriores censos su población ha sido la siguiente:
| Gráfica de evolución demográfica de Tótleben entre 1934 y 2011 |
|                                                                |